# Бонаккорсо ди Лапо Джованни
Бонаккорсо ди Лапо Джованни (итал. Bonaccorso di Lapo Giovanni; ум. в сентябре 1389, Сиена) — флорентийский коммерсант, политик и дипломат.

## Биография
Родился во Флоренции, вероятно, в начале двадцатых годов XIV века. Проживал в районе Санта-Кроче; согласно хронисту Маркьонне ди Коппо Стефани, принадлежал к дому Пульчи.
Является персонажем анонимной новеллы XV века, в которой выведен в качестве главы большого торгового дома, обманутого авантюристом, выдававшим себя за богача. В действительности состоял в цехе шерстянщиков и дважды был его консулом.
В 1360-е годы начал политическую деятельность как сторонник олигархии. В мае 1369 был отправлен послом в Сиену, где пользовался большим уважением. Гонфалоньер справедливости (1371). В 1375 году снова ездил в Сиену в качестве представителя Флорентийской Синьории, которой было поручено установление мира между сиенским правительством и семьей Салимбени. Возможно, тогда же познакомился с Екатериной Сиенской. 
В начале сентября 1376, когда Флоренция находилась в состоянии войны с Римом, папа послал Бонаккорсо, входившему в состав коллегии приоров, письмо, в котором убеждал содействовать достижению мира.
Во время восстания чомпи, как и другие влиятельные люди, попал под подозрение. 1 мая 1378 был избран в число Двенадцати buonuomini, которым было поручено помогать приорам в исполнении их обязанностей, и в этом качестве 18 июня выступил против пополанского гонфалоньера Сальвестро Медичи, который предложил усилить законы против «грандов»; 2 и 6 июля выступал в Совете, в первый раз по вопросам городского управления, а во второй раз, поддерживая антинародное предложение. 22 или 25 июля его дом был разрушен чомпи, а Бонаккорсо с  родственникам  был отправлен в изгнание, вернувшись во Флоренцию только после смерти Джорджо Скали (январь 1382), когда закончилось правление тощего народа.
В начале февраля 1382 вместе с другими жертвами восстания участвовал в заговоре и 15 февраля вошел в состав балии из сорока двух дворян, которая внесла в советы предложение восстановить порядок, существовавший до 1378 года.
В декабре 1382 был направлен послом в Геную на переговоры об острове Тенедос, в которых  принимала участие Флоренция. 20 декабря в Генуе было подписано соглашение, ратифицированное во Флоренции 9 февраля 1383. Затем был послом в Сиене (1385, 1388) и Неаполе (1386—1387). В 1388 году несколько раз ездил с посольством в Милан к Джан Галеаццо Висконти. Флорентийская республика опасалась, что граф де Вертю после завоевания Падуи начнет экспансию в Тоскане, и Бонаккорсо было поручено выяснить обстановку. Впервые он посетил Висконти 14 июня 1388, с сообщением об отъезде Антонио делла Скала из Флоренции; 6 июля он снова прибыл ко двору Джан Галеаццо, для обсуждения вопроса о Сиене, вошедшей в сферу миланской политики. Вернувшись во Флоренцию 20 июля, он был снова отправлен в Павию в конце августа; 29-го числа того же месяца был избран гонфалоньером, но, поскольку в то время был в отъезде, исполнял обязанности через прокурора, и только по возвращении в город 8 сентября вступил в должность.
Был подкуплен графом де Вертю, которому за тысячу флоринов передал дипломатические секреты. Разоблаченный в ноябре 1388, Бонаккорсо сумел бежать в Сиену. Его заочно приговорили к смертной казни, а имущество конфисковали. В изгнании жил в Сиене на пенсион в 50 флоринов в месяц, который ему выплачивал Висконти.